# Real paraguayo
El real fue la moneda de curso legal en Paraguay. Se mantuvo vigente hasta 1856, cuando fue reemplazada por el peso paraguayo.

## Historia
Inicialmente, el real colonial español era distribuido en el país. En 1813, fue sustituida por el real argentino. En 1845, Paraguay comenzó a emitir sus propios reales. Dieciséis reales de plata equivalía, a un escudo de oro. En 1856, el peso paraguayo fue presentado y puesto en circulación, valiendo cada peso un total de ocho reales. El real continuó circulando como fracción del peso hasta 1870, año en el que Paraguay decimalizó su moneda de aquel entonces.

## Monedas
La única moneda emitida en reales paraguayos estaba valuada en 1/12, acuñada en cobre durante 1845. Estas monedas se devaluaron a 1/24 reales en 1847.